# Bergs församling, Härnösands stift
Bergs församling är en församling i Sydöstra Jämtlands pastorat i Södra Jämtland-Härjedalens kontrakt i Härnösands stift. Församlingen ligger i Bergs kommun i Jämtlands län.

## Administrativ historik
Församlingen har medeltida ursprung. Ur församlingen utbröts 1530 Rätans församling och Klövsjö församling och 1764 utbröts Åsarne församling.
Församlingen utgjorde till omkring 1400 ett eget pastorat för att därefter till 1650 vara annexförsamling i pastoratet Oviken, Myssjö och Berg som 1530 utökades med Rätans församling och Klövsjö församling och 29 juli 1532 med Hackås församling. Från 1650 till 1 maj 1920 moderförsamling i pastoratet Berg, Rätan och Klövsjö som 1764 utökades med Åsararne församling. Från 1 maj 1920 till 2008 moderförsamling i pastoratet Berg och Åsarne. Församlingen ingick mellan 2008 och 2022 i Södra Jämtlands pastorat  och därefter i Sydöstra Jämtlands pastorat.

## Kyrkor
- Bergs kyrka
- Svenstakyrkan